# 徐鼎 (嘉靖進士)
徐鼎（1522年—？），字思重，福建漳州府漳浦縣人，民籍，明朝政治人物。

## 生平
嘉靖二十八年（1549年）己酉科福建鄉試第五十二名舉人。嘉靖二十九年（1550年）中式庚戌科會試第一百十名，三甲第一百一十一名進士。授江西临川县知县，擢南京户科给事中，不久，转北京礼科给事中，四十一年四月升本科右，十月升户科左，四十二年五月升工科都，卒于任。

## 家族
曾祖徐仕耕；祖父徐體瑞；父徐宗祉。嫡母程氏；生母蘇氏。慈侍下。